# Gamma Pyxidis
Gamma Pyxidis (γ Pyxidis, förkortat Gamma Pyx, γ Pyx) som är stjärnans Bayerbeteckning, är en ensam stjärna belägen i den mellersta delen av stjärnbilden Kompassen. Den har en skenbar magnitud på 4,01 och är synlig för blotta ögat där ljusföroreningar ej förekommer. Baserat på parallaxmätning inom Hipparcosuppdraget på ca 15,7 mas, beräknas den befinna sig på ett avstånd på ca 207 ljusår (ca 64 parsek) från solen. 

## Egenskaper
Gamma Pyxidis är en orange till röd jättestjärna av spektralklass K3 III. Den har en massa som är ca 1,6 gånger större än solens massa, en radie som är ca 22 gånger större än solens och utsänder från dess fotosfär ca 178 gånger mera energi än solen vid en effektiv temperatur på ca 4 270 K.
Gamma Pyxidis är en röd jättestjärna på den horisontella grenen, vilket anger att den genererar energi genom fusion av helium i dess kärna. Sammansättningen av dess stjärnatmosfär liknar solens och den har ungefär samma överskott av järn i sitt spektrum.